# Župna crkva sv. Mateja apostola i evanđelista u Zagrebu
Župna crkva sv. Mateja apostola i evanđelista katolička je crkva u naselju Dugave u Zagrebu. Građena je 1991. i 1992. godine, a uređivana i opremana narednih nekoliko godina. U svibnju 2006. godine posvetio ju je zagrebački nadbiskup kardinal Josip Bozanić.

## Povijest i arhitektura
Autori projekta za izgradnju ovog sakralnog objekta su arhitekti Vinko Penezić i Krešimir Rogina, a projekt je izrađen 1989. Crkva se nalazi na značajnoj cesti u naselju. Iz perspektive pristupne ceste naglašen je volumen župnog stana, a volumen crkve je naznačen tek u pozadini. Sa strane perivoja otvara se perspektiva na crkvu i zvonik. Ispred crkve nalazi se vanjski trg koji se jednim dijelom pretvara u amfiteatralnu pozornicu i služi za organiziranje liturgijskih slavlja na otvorenom. Trg je uvučen u dubinu parcele i ima izrazito jak privatni karakter.
Centralni prostor crkve ime longitudinalno usmjerenje koje završava naznakom apside. Na kraju dulje osi elipse nalazi se prezbiterij. Prostor za vjernike je u blagom amfiteatralnom padu prema svetištu, a svetište je udignuto u odnosu na prostor vjernika. U središtu svetišta je oltar, a lijevo od njega se nalazi ambon. Svetohranište se nalazi desno u prostoru svetišta. Desno od ulaza u crkvu, nalazi se krstionica sa zenitalnim osvjetljenjem.

## Galerija
- Pogled s oltara; lijevo dolje nalazi se krstionica
- Stražnji dio crkve
- Pogled s ulaza prema oltaru
- Oltar, ambon i svetohranište
- Pogled na crkvu i zvonik s trga ispred crkve
- Svetohranište koje se nalazi pored oltara